# De Aa
de Aa är en person- och cykelfärja över Amsterdam-Rhenkanalen nära Nieuwersluis i provinsen Utrecht i Nederländerna. Den ersatte en av de tidigare sex spårfärjorna över kanalen och är den enda av dessa färjeöverfarter som behållits. Den använder samma färjeläge som den tidigare spårfärjan och lägger liksom denna till längsledes med kanalen. Den tar högst 24 passagerare.
Trafiken sköts av den statliga myndigheten Rijkswaterstaats rederi och är gratis. 

## Bildgalleri

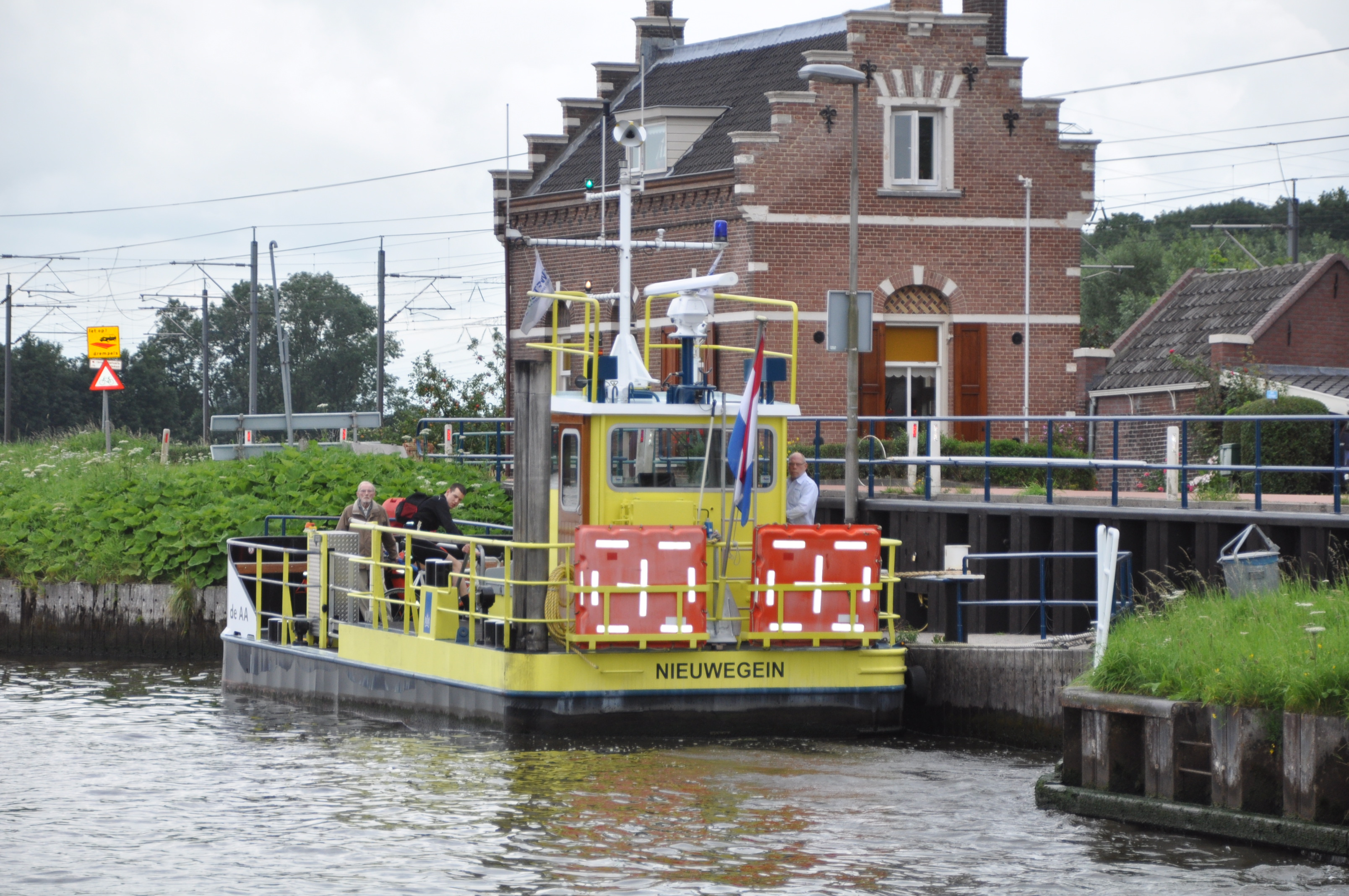
Färjeläget på västra sidan
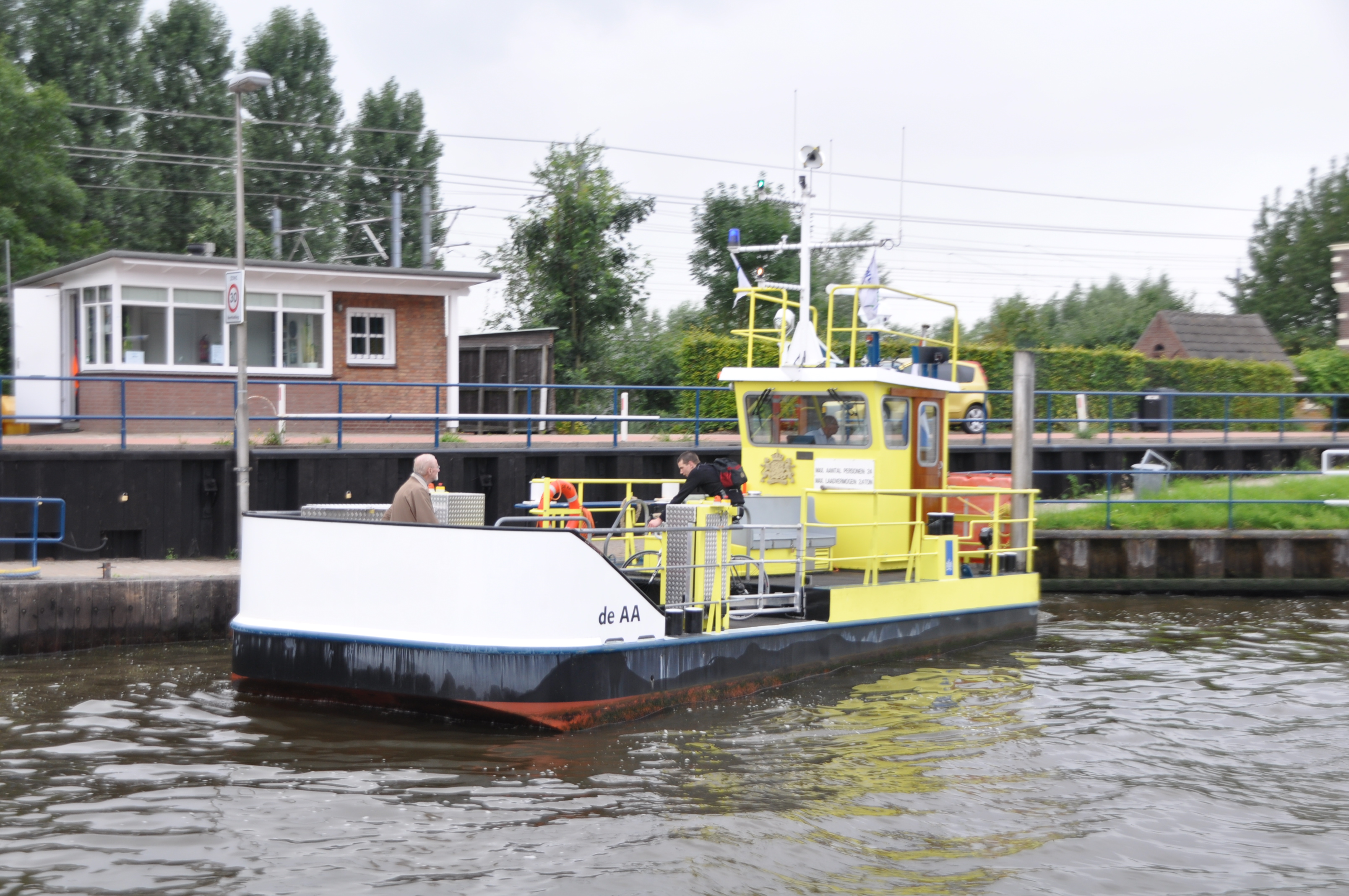
Avfart från västra färjeläget
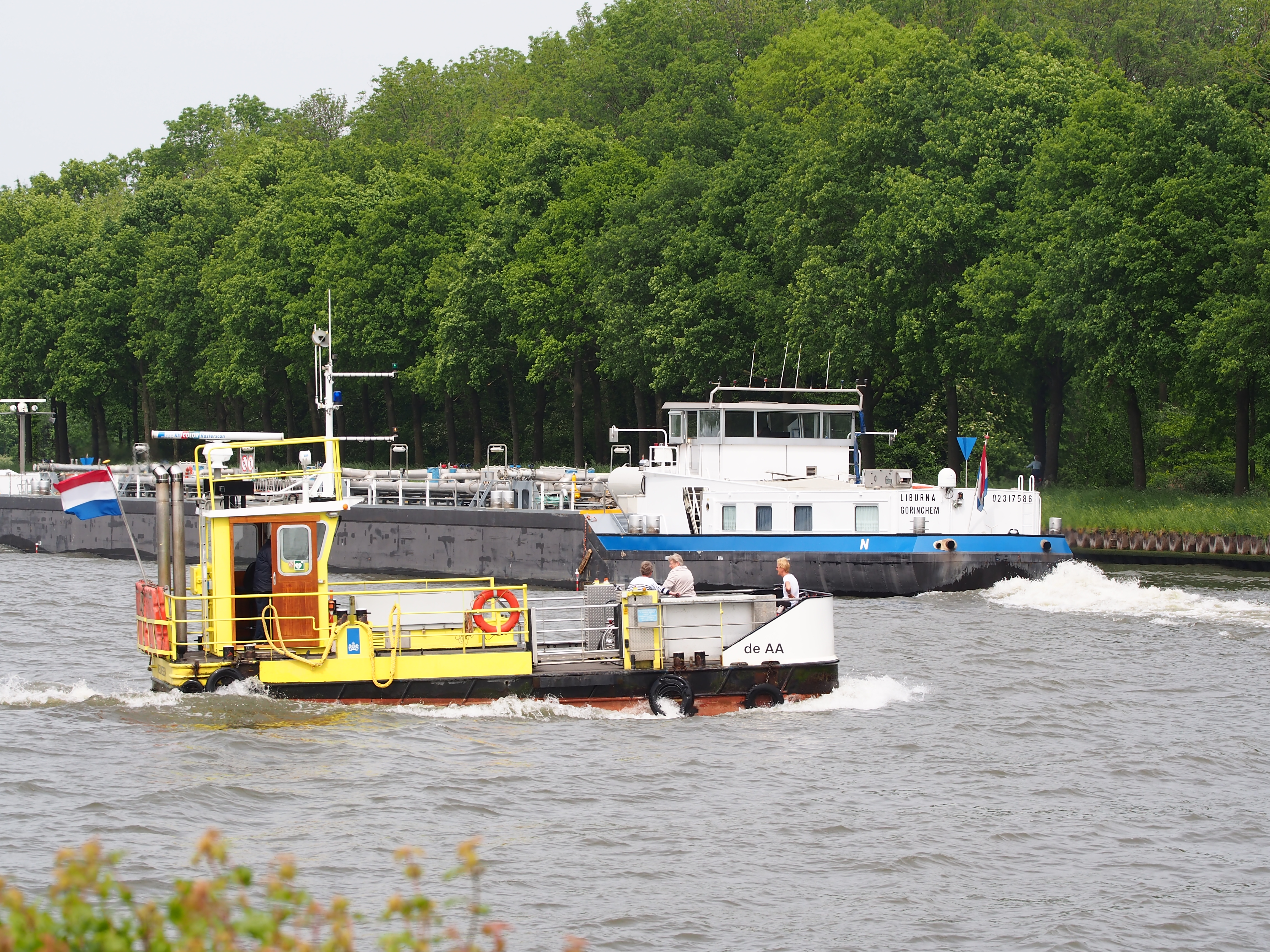
Överfart med fartygsmöte
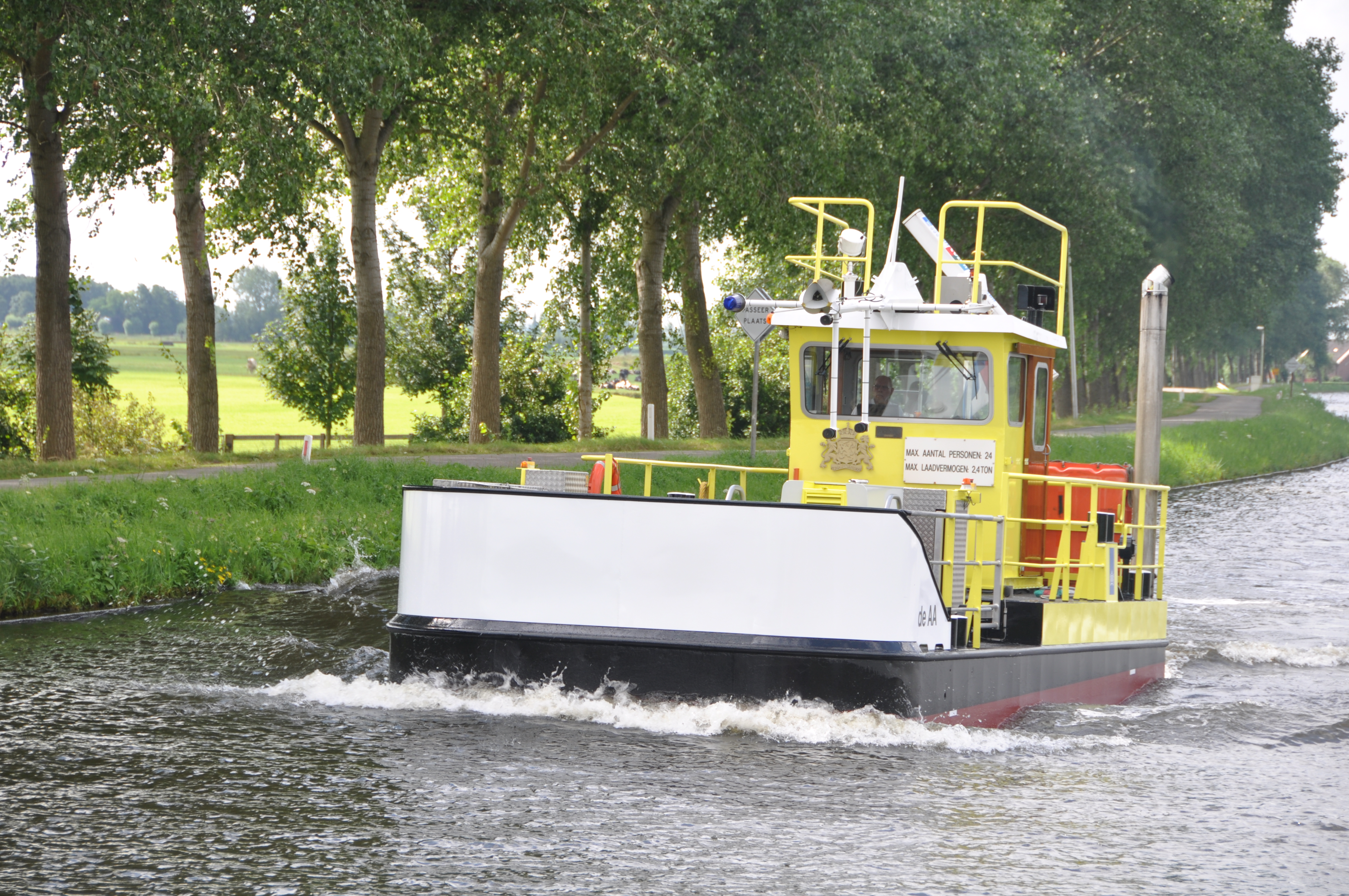
Färjan framifrån